# Proprioseiopsis bregetovae
Proprioseiopsis bregetovae är en spindeldjursart som först beskrevs av Abbasova 1970.  Proprioseiopsis bregetovae ingår i släktet Proprioseiopsis och familjen Phytoseiidae. Inga underarter finns listade i Catalogue of Life.